# Ламоне (река)
Ламо́не (итал. Lamone) — река в Италии, впадает в Адриатическое море, протекает по территории метрополитенского города Флоренция и провинции Равенна. Длина реки составляет 121 км. Площадь водосборного бассейна — 523 км². Средний расход воды в устье с 1991 по 2011 года — 5,72 м³/с.
Ламоне начинается на высоте около 910 м над уровнем моря у перевала Колла-ди-Касалья (итал. Passo della Colla di Casaglia) в Тоскано-Эмилианских Апеннинах. Генеральным направлением течения реки является северо-восток. Около Марина-Ромеа (итал. Marina Romea) впадает в Адриатическое море на территории коммуны Равенна.